# Lindbjörnbär
Lindbjörnbär (Rubus tiliaster) är en rosväxtart som beskrevs av Heinrich E. Weber. Enligt Catalogue of Life ingår Lindbjörnbär i släktet rubusar och familjen rosväxter, men enligt Dyntaxa är tillhörigheten istället släktet rubusar och familjen rosväxter. Artens livsmiljö är jordbrukslandskap. Inga underarter finns listade i Catalogue of Life.